# Ladó László
| Ladó László                               | Ladó László                                                                         |
| Kattints az alábbi külső linkek egyikére! | Kattints az alábbi külső linkek egyikére!                                           |
| ----------------------------------------- | ----------------------------------------------------------------------------------- |
| Nem található szabad kép.(?)              |                                                                                     |
| külső link · jogvédett                    | Ladó László. Neuman János Számítógép-tudományi Társaság. Informatikatörténeti Fórum |

Ladó László (Sopron, 1919. szeptember 6. – Budapest, 2007. október 25.) magyar katona, közgazdász, a közlekedéstudományok doktora (1969), egyetemi tanár.

## Életpályája
- Édesapja a régi székely nemesi csíkszentmihályi Ladó családból származó, de Csíkszentvizen született Ladó István, testőrfőhadnagy.
- Szülei Ladó István mérnök, Bazsó Lívia fővárosi leánygimnáziumi tanár. Szülei hároméves korában elváltak, édesapja 1922-ben kivándorolt az USA-ba, édesanyja nevelte fel. Felesége 1945-től Verebélÿ Éva műtősnő, Verebélÿ László (1883–1959) gépészmérnök, az MTA tagja, Kossuth-díjas egyetemi tanár leánya. Három leánya: Ladó Éva (1946–), Ladó Judit (1948–) és Ladó Mária (1953–).

- A pécsi Zrínyi Miklós Honvéd Reáliskola, majd a m. kir. Ludovika Akadémia elvégzése után 1941. augusztus 20-án hivatásos tüzér hadnaggyá avatták.[1]

- A II. világháború után beiratkozott a József Nádor Műszaki és Gazdaságtudományi Egyetem Közgazdasági Karára, ahol okleveles közgazda lett 1948-ban. 1951-ben okleveles könyvvizsgáló képesítést szerzett.
- Munkahelyei: 1941–1945: Honvédség (hadnagy, főhadnagy), 1946–1949: Villamos és Közlekedési Vállalatok Rt. (tisztviselő), 1949–1952: Irodaszervező Gazdasági Iroda (szervező), 1952–1959: Pénzügyminisztérium, Számviteli Osztály (főelőadó), 1959–1963: Pénzügyminisztérium Szervezési Intézet, 1963–1989: Budapesti Műszaki Egyetem (1963-1964 adjunktus, 1964–1971 docens, 1971–1989 egyetemi tanár, 1978–1984 tanszékvezető), 1990–2002: nyugalmazott egyetemi tanár, okleveles könyvvizsgáló.

## Kutatási területe
- A szervezés elméletével és módszertanával, vállalati gazdaságtannal (információs rendszerek, anyagmozgatási, tervezési, gazdaságossági számítások) foglalkozott.

## Tudományos fokozatai
- a közgazdaságtudományok egyetemi doktora (1948),
- a közgazdaságtudományok kandidátusa (1957),
- a közlekedéstudományok akadémiai doktora (1969).

## Kitüntetései, elismerései
- Magyar Érdemrend lovagkeresztje, hadiszalagon a kardokkal (1943),
- a Vitézi Rend tagja (1992),
- dr. Bartók Nagy András-életműdíj (2005).

## Legfontosabb művei
- Gyártás-előkészítés lyukkártya rendszerű gépekkel. (Többtermelés, 1950)
- Állami boltok adminisztrációja. Radványi Györggyel. 7 melléklettel. (Kereskedelmi továbbképző szakkönyvtár. Bp., 1952)

- Gyártás-előkészítés a számvitel szolgálatában. – A grafikon szerinti számviteli rendszer bevezetésének előkészítő munkái. (Számvitel [folyóirat], 1952)

- Egyenletes ütemű számvitel. Balázsy Györggyel, Ferenczi Istvánnal. (A szocialista munka könyvtára. Bp., 1952)

- A gépipari analitikus termelési könyvelés és az utókalkuláció néhány szervezési kérdése. (Számvitel [folyóirat], 1953)

- Az ügyvitel szervezése a belkereskedelemben. Monográfia. Ferenczi Istvánnal. 6 táblával. (Bp., 1954)

- Az iparvállalatok könyvvitele. Írta L. L. Szerk. Scholcz Rezső. (Bp., 1954)

- Kiskereskedelmi vállalatok egységeinek elszámolási rendszere. Belkereskedelmi könyvelői tanfolyami jegyz. Radványi Györggyel. 7 táblával. (Bp., 1954)

- A termelési költségek elszámolása. – A saját termelésű készletek elszámolása. – Az értékesítés számvitele és ügyvitele. (A Számviteli Főiskola kiadványai. Bp., 1954)

- Az ügyvitel szervezésének időszerű kérdései. (Többtermelés, 1954)

- A termelési számvitel néhány elvi kérdése. – A termelési számvitel szervezése a Fémáru- és Szerszámgépgyárban. (Számvitel [folyóirat], 1954)

- Iparvállalatok könyvvitele a közgazdasági technikumok számára. I–III. köt. Ferenczi Istvánnal, Patóh Lászlóval. 5 táblával. (Bp., 1954 3. kiad. 1956)

- A vállalatok önálló elszámolása. – Az ütemterv szerinti számvitel főbb szervezési kérdései. – Az üzemek önálló elszámolásának szervezési kérdései. (A Számviteli Főiskola kiadványai. Bp., 1955)

- A termelési költségek elszámolásának egyes módszerei. Szerk. (Bp., 1955)

- Iparvállalatok ügyvitelének és könyvvitelének szervezése. Monográfia és kandidátusi értekezés is. (Bp., 1955)

- A gazdaságos belső szállítás. Monográfia. (Közgazdasági és Jogi Könyvkiadó.  Bp., 1957)

- Ügyvitelgépesítés és automatizálás. 1–4. (Pénzügy és Számvitel, 1958–1959)

- Költségtervezés és költségmérés. (Vállalati kiskönyvtár. Bp., 1958 2. kiad. 1961)

- Könyvelőgépek a műszaki ügyvitelben. (Ipargazdaság, 1960)

- Elektronikus gépek alkalmazása az ügyvitelben. (Ügyvitelszervezési tanulmányok. Bp., 1962)

- Az ügyviteli munkák automatizálásának egyes szervezési és előkészítési kérdései. (Ügyviteltechnika, 1962)

- A készletgazdálkodás megjavítását célzó teendők az analitikus nyilvántartások területén. (Ügyvitelszervezési tanulmányok. Bp., 1963)

- Ügyvitelszervezés és gépesítés. Ipari üzemgazdasági tanfolyami jegyzet Radnai Józseffel. (Bp., 1963)

- Nulla-ellenőrzés automatikus szorzásra alkalmas könyvelőgépeknél. – Az on-line rendszerű adatfeldolgozásról. (Ügyviteltechnika, 1963)

- Ügyvitelszervezés. 1. Balázsy Györggyel, Marosi Miklóssal. (Bp., 1964)

- Elektronika – számvitel – vezetés. – Szalagok optikus olvasása és az adatok feldolgozása elektronikus gépparkkal. (Számvitel és Ügyviteltechnika, 1964)

- Adatfeldolgozó gépek és rendszerek. (Bp., 1965)

- A nagy memóriakapacitású elektronikus gépparkok alkalmazásának lehetőségei. (A tudományos kutatások szervezése és módszerei. Bp., 1965)

- Az anyagmozgatás fejlesztése elméleti alapjának egyes kérdéseiről. (Anyagmozgatás–Csomagolás, 1965)

- Eine Konzeption für den Einsatz elektronischer Datenverarbeitungen. (Periodica Polytechnica, 1965)

- Szervezéselmélet és metodika. Siklaky Istvánnal, Szabó Lászlóval. (A Mérnöki Továbbképző Intézet előadásai. Bp., 1966)

- Az információrendszer kapcsolata a vállalati szervezettel és tervezéssel, különös tekintettel az elektronikus adatfeldolgozásra. (Információ–Elektronika, 1966)

- A költség- és nyereségtervezés néhány elméleti kérdése és számítási módszere. (A Mérnöki Továbbképző Intézet előadásai. Bp., 1966 2. kiad. 1967)

- Vezetői informáltság, információrendszerek. (A vállalat korszerű vezetésének és szervezésének általános kérdései. II. köt. Bp., 1967)

- A vezetés elméletének fő kérdései. Szabó Lászlóval. 1 táblával. (Bp., 1967)

- A költség- és nyereségfedezeti számítás. Alapok a nyereségoptimum-számításhoz. (Bp., 1967)

- Ügyvitelszervezés és gépesítés. Radnai Józseffel. (Bp., 1967)

- A folyamatok mozgatási elemei gépesítésének műszaki-gazdasági kihatásai. MTA Doktori értekezés (Bp., 1968)

- Az optimális vállalati nyereség számítása. Monográfia. Deli Lászlóval. (Bp., 1968)

- Költség- és nyereségszámítás. (A Mérnöki Továbbképző Intézet előadásai. Bp., 1968 2. kiad. 1969)

- Adatfeldolgozó gépek és rendszerek. Egyetemi jegyzet. (Bp., 1968 2. kiad. 1970 5. kiad. 1975)

- Anyagmozgatás szervezése és gazdasági kérdései. Az anyagmozgatási szakmérnöki tanfolyam jegyzete. (A Mérnöki Továbbképző Intézet kiadványai. Bp., 1969)

- Fejezetek az iparvállalatok gazdasági, szervezési, vezetési témaköréből. Harsányi Istvánnal, Kocsis Józseffel. (Bp., 1969 4. kiad. 1975)

- Az anyagmozgatás gazdaságtana. 2. (Bp., 1970)

- Fedezetorientált vállalati tervezés. Deli Lászlóval, Kocsis Józseffel. (Bp., 1970)

- A komplex iparvállalati tervezés módszertana. Deli Lászlóval, Kocsis Józseffel. (Bp., 1971)

- Anyagmozgatási folyamatok szervezése. (Bp., 1971)

- A vezetés, valamint a szellemi alkotómunka és az információrendszer kapcsolata. Vezetési ismertek III. k. (Szerk.: Susánszky J.; Közgazdasági és Jogi Könyvkiadó, Budapest, 1971)

- Az ipari folyamatok mozgatási elemei. (Műszaki Könyvkiadó, Budapest, 1971)

- A vállalati belső mechanizmus helyzete és fejlődésének főbb vonásai. A vállalati belső mechanizmus fejlesztésének gyakorlati kérdései. (Közgazdasági Szemle, 1971)

- A rendszerelméleten alapuló gazdaságossági számok. Deli Lászlóval, Kocsis Józseffel. (Bp., 1971 2. kiad. 1975)

- Egyes metodikai alapok az iparvállalati tervezéshez. Kocsis Józseffel. (A BME Továbbképző Intézete előadásai. Bp., 1972)

- Az üzem- és munkaszervezésről. Dózsa Lajossal, Susánszky Jánossal. Monográfia. (Bp., 1972)

- A vállalati szervezési munkák kapcsolódásának egyes szervezésmetodikai kérdései. (Gépgyártástechnológia, 1972)

- A szervezés időszerű kérdései. Tanulmányok. Szerk. (Bp., 1973)

- Szervezéselmélet és metodika. Tansegédlet. (Bp., 1975)

- A szervezésoktatás tartalmi fejlesztése. (Felsőoktatási Szemle, 1975)

- A szervezésmetodika fejlesztése. (Vezetéstudomány, 1976)

- A vállalati szervezés hatékonysága növelésének egyes módszertani kérdései. (Gépgyártástechnológia, 1977)

- Szervezéselmélet és -módszertan. A vezetés szervezési funkciója. Monográfia és egy. tankönyv. (Közgazdasági és Jogi Könyvkiadó. Bp., 1979 2. kiad. 1980 3. bővített és átdolgozott kiadás. 1986)

- A gyártástechnológia-fejlesztés egyes rendszerösszefüggéseiről és gazdasági kihatásainak méréséről. (Tanszéki Tudományos Közlemények, 1980)

- Alaptechnológiák. 9. A technológiai folyamat hatásfoka, teljesítménye, gazdaságossága. A gyártás elemei. A vállalati rendszerműködés anatómiája. Maczó Kálmánnal. (Bp.–Debrecen, 1980)

- A vállalati információrendszerek egyes tartalmi és technikai kérdéseiről. (Vezetéstudomány, 1980)

- Teljesítmények és ráfordítások (tervezés, mérés, értékelés). (Közgazdasági és Jogi Könyvkiadó. Budapest, 1981)

- A módszeres innovációs diagnosztika. Nahlik Gáborral. (Vezetéstudomány, 1981)

- A szervezéstudományi kutatások súlypontjainak változása. – Az alkotásra való felkészítésről az okleveles mérnökképzés alapulvételével. – Szcenárió-technika. (Tanszéki Tudományos Közlemények, 1982)

- Az alkotásra való felkészítésről. (Magyar Tudomány, 1982. 8–9. sz.)

- A vállalati alkalmazott informatika helyzete, fejlesztésének egyes értelmezési, tartalmi és képzési kérdései. (Tanszéki Tudományos Közlemények, 1983)

- Focuses of research are changing in organization theory (A szervezéstudományi kutatások súlypontjainak változása). (Periodica Polytechnika, Mechanical Engineering, 27. k. 1983, 1–2 sz.)

- Informatika versus hatékonyság? (Közgazdasági Szemle, 1983)

- Környezetünk és a vállalati informatika. Erdősi Gyulával. (Szervezettség és hatékonyság. Közgazdasági és Jogi Könyvkiadó. Bp., 1985)

- Innovatív vállalati szervezetek egyes strukturális és működési sajátosságai. Monográfia. (Bp., 1985)

- A vezetésre való felkészítés és továbbképzés a műszaki felsőoktatásban. A Budapesti Műszaki Egyetem példája. (Vezetéstudomány, 1986)

- A vállalaton belüli szervezeti egységek teljesítményei, hozamai és ráfordításai mérésének néhány kérdéséről. (Vezetéstudomány, 1987)

- Kutatásmódszertani és tartalmi felvetések a költségelméletek példáján. (Gazdaság [folyóirat], 1988)

- A költség- valamint kontrolling témájú vezetői információk helyzetéről. (Harvard Business Manager, 1999)

- Az anyagmozgatás fejlesztését célzó felmérés és ehhez kapcsolódó értékelés módszere. Felföldi Lászlóval, Izsó Lászlóval. OMFB-tanulmány. (1962)

- Népgazdasági összefüggések elemzése az anyagmozgató gépek – emelő- és szállítógépek, berendezések és eszközök – gyártása, az üzemi és raktári belső anyagmozgatás technológiája, továbbá a rakodási munkák helyzete és fejlesztési irányai között. OMFB-tanulmány. (1966).